# География сферы услуг
География сферы услуг — раздел экономической географии, подотрасль географии третичного сектора, изучающая закономерности и особенности развития территориальной структуры сферы услуг. Иногда рассматривается как синоним географии третичного сектора, однако последняя включает в себя, помимо индивидуальных и бизнес-услуг, также географию таких отраслей, как информационные услуги, финансы, связь, торговля, образование, здравоохранение, НИОКР, спорт, туризм и другие.
В советское время в связи с отсутствием в условиях плановой экономики иных услуг, кроме потребительских, в СССР и странах народной демократии получила развитие география сферы обслуживания, изучавшая территориальную организацию сферы обслуживания населения, или социальной инфраструктуры. Основные методологические построения были сформулированы в 1960—1970-х гг. В теоретическом плане география сферы обслуживания в основном базировалась на концепции потребностей населения и теории центральных мест.